# Isidore Krasiński
Isidore Krasiński, né le 13 janvier 1774 à Wiksin et mort le 22 novembre 1840 à Varsovie, est un officier polonais, ministre de la guerre du gouvernement national pendant l'insurrection de 1830-1831 du royaume de Pologne contre le tsar Nicolas Ier.

## Biographie
Isidore Krasinski est issu d'un famille noble de Mazovie (blason Ślepowron), de la région de Ciechanow, proche de la famille Ossolinski. 
Sous-lieutenant (aspirant) en 1789 dans l'armée de la république des Deux Nations, Isidore Krasinski participe à la guerre russo-polonaise de 1792, puis à l'insurrection de Kościuszko en 1794, au cours de laquelle il commande un régiment. Blessé, il est fait prisonnier par les Russes le 20 septembre 1794. 
Après le troisième partage de la Pologne (1795), Ciechanow fait partie des territoires annexés par la Prusse. Son frère cadet Chrysanty (1777-1819) s'engage dès 1797 dans les Légions polonaises, formées par le Directoire sous l'égide du général Bonaparte, commandant de l'armée d'Italie.
En 1806, alors que la Grande Armée vient de vaincre la Prusse à Iéna, Isidore rejoint comme général de brigade les forces polonaises au service de Napoléon, puis entre dans l'armée du duché de Varsovie, créé en 1807 par les traités de Tilsit. Il participe à la guerre de 1809 contre l'Autriche (Cinquième Coalition). Durant la campagne de Russie en 1812, il commande une division d'infanterie et est promu général de division en 1813.
En 1815, il entre dans l'armée du royaume de Pologne, de nouveau à la tête d'une division, puis devient commandant de l'arme de l'infanterie en 1826. Il est placé dans la réserve en 1829. En 1816, il achète le palais Lubomirski de Varsovie à Alexandra Lubomirska et le revend en 1828 au royaume de Pologne.
Après le déclenchement de l'insurrection le 29 novembre 1830, il entre dans le gouvernement provisoire le 4 décembre comme ministre de la Guerre et occupe ce poste jusqu'au 8 mars 1831, sous la présidence du prince Czartoryski, puis du général Chlopicki (18 décembre-18 janvier), puis de nouveau sous la présidence de Czartoryski dans le gouvernement national institué le 29 janvier.
Il est relevé de ses fonctions le 8 mars, en raison d'un certain manque de dynamisme, et est remplacé par le général Morawski.
Après la défaite de l'insurrection (septembre 1831), il est condamné à l'exil en Russie, à Vologda. À son retour, il s'installe à Varsovie, où il fait partie d'une loge maçonnique.

## Distinctions
Décoré dans les ordres
- Ordre de Saint-Vladimir
- Ordre de Sainte-Anne
- Ordre de Saint-Stanislas
- Ordre militaire de Virtuti Militari
- Ordre national de la Légion d'honneur